# Steuerwissenschaft
Die Steuerwissenschaft widmet sich den ökonomischen und rechtswissenschaftlichen Wissenszweigen, die Steuern zum Gegenstand haben.
Sie gliedert sich in:
- Steuerrecht (als Teil der Rechtswissenschaften)
- Finanzwissenschaft (als Teil der Volkswirtschaftslehre)
- Betriebswirtschaftliche Steuerlehre (als Teil der Allgemeinen Betriebswirtschaftslehre)

Die Steuerwissenschaft lässt sich mit drei Fragen beschreiben:
- Wer befasst sich mit Steuern?
- Welche Methodik herrscht vor?
- Und welche Methodik eignet sich am besten zur Beurteilung komplexer Steuersysteme?